# Puente de las Américas
Puente de las Américas (engelska: Bridge of the Americas; ursprungligen Thatcher Ferry Bridge) är en vägbro i Panama, som löper över Panamakanalen. Den byggdes 1962 för en total kostnad av 20 miljoner amerikanska dollar, och var den enda permanenta bron som sammankopplade Nord- och Sydamerika fram till att Centennial Bridge öppnade 2004.

## Beskrivning
Puente de las Américas leder över Stilla havs-inloppet på Panamakanalen vid Balboa nära Panama City i Panama. Den byggdes mellan 1959 och 1962 av USA till en kostnad av 20 miljoner dollar.
Bron är en kombination mellan en fackverksbro och en bågbro. Den är 1 654 m lång med 14 spann, varav huvudspannet mäter 344 m. Högsta punkten på bron är 117 m över havet och segelfri höjd är 61,3 m vid högvatten. Det finns breda påfartsramper i båda ändarna och gångväg på båda sidor.
Från dess öppnande 1962 till öppnandet av Centennial Bridge 2004 var Puente de las Américas en mycket viktig del av Pan-American Highway, eftersom det var den enda permanenta överfarten över Panamakanalen så var det den enda länken mellan Nord- och Sydamerika sedan öppnandet av kanalen 1914. (Mindre broar fanns vid Gatún och Miraflores, men dessa hade väldigt begränsad kapacitet).

## Historia

### Behovet av en bro
Redan under det franska försöket att bygga en kanal insåg man att städerna Colón och Panama City skulle komma att bli avskilda från resten av landet när den nya kanalen stod färdig. Det var även en viktig fråga under byggtiden när pråmar användes för att färja över arbetarna till kanalbygget.
När kanalen öppnades ledde den ökade biltrafiken och den nya vägen till Chiriqui i västra Panama till behovet av en ny förbindelse. Panamakanalens byggdivision tillgodosåg detta i augusti 1931 med de två nya färjorna Presidente Amador och President Washington. Trafiken utökades i augusti 1940 med lastpråmar som i första hand användes av militären.
Den 3 juni 1942 invigdes en kombinerad väg- och järnvägsbro vid Miraflores slussar. Svängbron gick visserligen endast att utnyttja när sjötrafiken tillät passering, men bron gav ändå en lättnad för trafiken över kanalen. Det stod ändå klart att en mer fullgod lösning för trafiken var nödvändig. För att tillgodose den ökande biltrafiken sattes en till färja, Presidente Porras, i trafik i november 1942.

### Broprojektet
Idén med en fast förbindelse över kanalen var en viktig fråga redan 1923. Myndigheterna i Panama hade allt sedan dess fört fram frågan till USA som styrde över kanalzonen, och 1955 förband sig USA att bygga en bro enligt Remon-Eisenhower-fördraget.
Byggkontraktet, som var värt 20 miljoner amerikanska dollar, gavs till firman John F. Beasly & Company. Projektet inleddes med en ceremoni som hölls den 23 december 1958 i närvaro av den amerikanska ambassadören Julian Harrington och Panamas president Ernesto de la Guardia Navarro. Brobygget påbörjades den 12 oktober 1959 och arbetet pågick under två och ett halvt års tid.
Invigningen av bron skedde med pompa och ståt den 12 oktober 1962. Ceremonin inleddes med en konsert framförd av orkestrar från amerikanska armén och flygvapnet, och från Panamas nationalgarde. Därefter följde tal, böner, musik och båda ländernas nationalsånger. Bandet klipptes av Maurice H. Thatcher och sedan gavs de närvarande tillåtelse att promenera över bron. Invigningsceremonin sändes över radio och TV i hela landet och särskilda åtgärder vidtogs för handskas med de stora folkmassor som var närvarande.

### Trafik
När bron togs i bruk blev den en viktig länk i Pan-American Highway, och trafikerades av omkring 9 500 fordon per dygn. Detta växte emellertid med tiden och år 2004 trafikerades bron av 35 000 fordon per dygn. Bron blev därför en flaskhals utmed vägen. Detta ledde fram till uppförandet av Centennial Bridge, vilken numera leder trafiken på Pan-American Highway över kanalen.

## Namnet
Bron kallades ursprungligen Thatcher Ferry Bridge (Thatchers färjebro), efter färjan som gick över kanalen på ungefär samma plats. Färjan var i sin tur namngiven efter Maurice H. Thatcher, en tidigare medlem i kanalkommissionen, som startade stiftelsen som skapade färjelinjen. Thatcher klippte bandet vid invigningen av bron.
Namnet var impopulärt hos Panamas regering, som föredrog namnet "Puente de las Américas". Därför tog de beslutet ändra namnet den 2 oktober 1962, tio dagar före invigningen.